# Malawa (Krasne)
Malawa ist eine Ortschaft mit einem Schulzenamt der Gemeinde Krasne im Powiat Rzeszowski der Woiwodschaft Karpatenvorland in Polen.

## Geographie
Der Ort liegt an der Grenze des Rzeszów-Vorgebirges (der südlichste Teil des Sandomirer Beckens) im Norden und des Dynów-Gebirges im Süden, am rechten Zufluss des Wisłok, etwa 5 Kilometer östlich von Rzeszów.
Nachbarorte sind die Stadt Rzeszów (Stadtteil Słocina) im Westen, der Gemeindesitz Krasne im Norden, Kraczkowa im Osten, Cierpisz und Wola Rafałowska im Südosten sowie Chmielnik im Süden.

## Geschichte
Im späten 14. Jahrhundert entstand um die Stadt Łańcut eine geschlossene deutsche Sprachinsel (später Walddeutsche genannt, die bis zum 18. Jahrhundert polnischsprachig wurden), von etwa zehn Dörfern, darunter möglicherweise auch das Dorf Malawa, erstmals im Jahr 1424 als Lichtenhaw als [alias] Malowa urkundlich erwähnt. Später wurde es als Malowa (1450), Malyowa Volya (1515) und Malawa (1589, 1629, 1794 …) erwähnt. Im Jahr 1483 wurde zum ersten Mal die Pfarrei erwähnt, und zwar unter dem deutschen Namen Lichtenaw (Lichtenau). Die vermutlich deutsche Ansiedlung wurde in Malawa bisher nicht erforscht.
Anfangs gehörte das Dorf zur Adelsfamilie Pilecki (die Nachkommen von Otto von Pilcza), später zur Familie Lubomirski. Im Jahr 1712 wurde die Magdalenen-Kapelle nach dem Entwurf des Architekten Tylman van Gameren errichtet.
Bei der Ersten Teilung Polens kam Malawa 1772 zum neuen Königreich Galizien und Lodomerien des habsburgischen Kaiserreichs (ab 1804). Nach der Aufhebung der Patrimonialherrschaften bildete es ab 1850 eine Gemeinde im Bezirk Rzeszów.
1918, nach dem Ende des Ersten Weltkriegs und dem Zusammenbruch der k.u.k. Monarchie, kam der Ort zu Polen. Unterbrochen wurde dies nur durch die Besetzung Polens durch die Wehrmacht im Zweiten Weltkrieg.
Von 1975 bis 1998 gehörte Malawa zur Woiwodschaft Rzeszów.

## Sehenswürdigkeiten

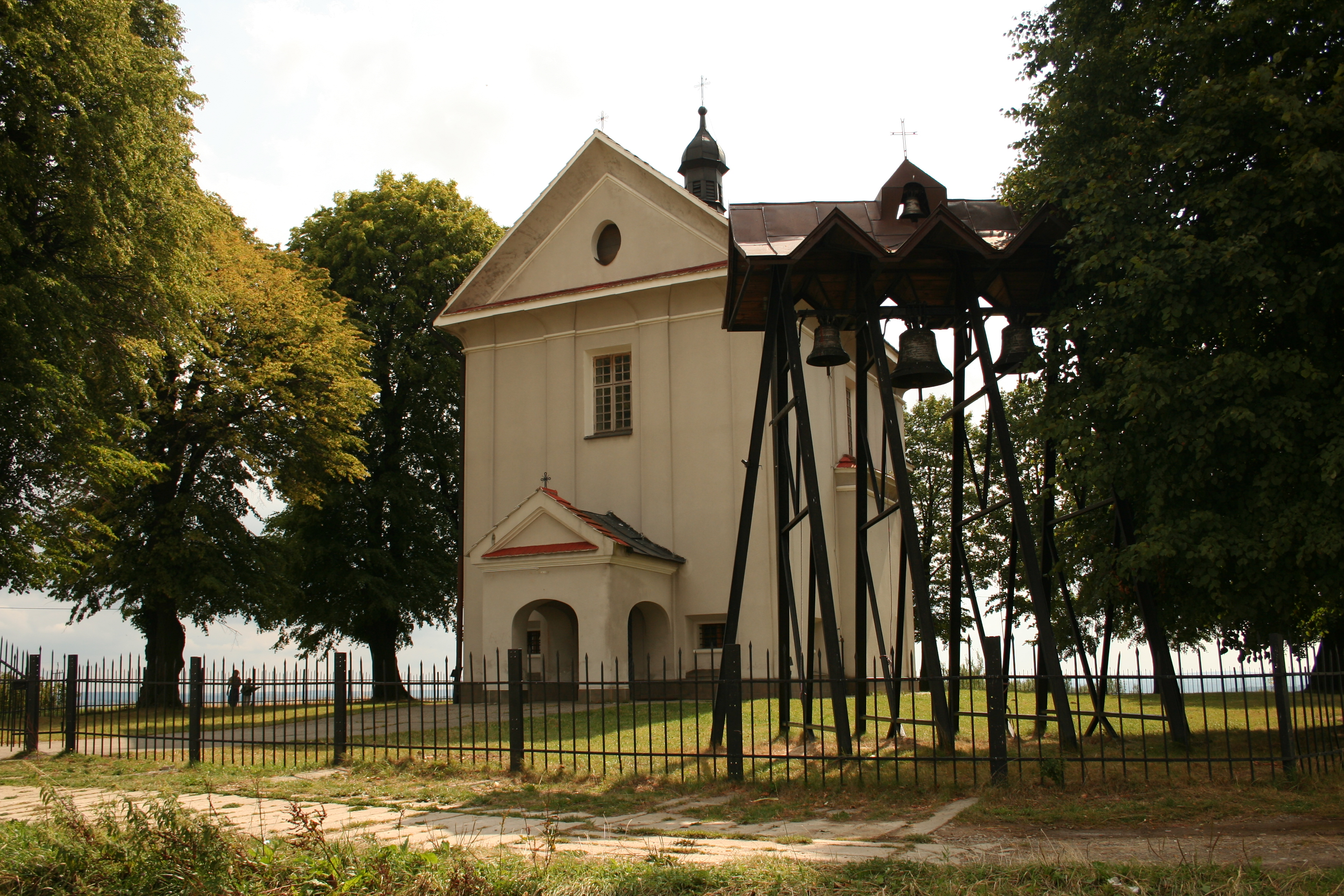
Magdalenen-Kirche

- Magdalenen-Kirche (1712), nach dem Entwurf vom Tylman van Gameren
- Wenceslaus-Kirche (1922)